# Szentmihályi Klementina
Kollár Jánosné nemes Szentmihályi Klementina (Komárom, 1833. február 11. – Pacsa, 1915. július 10.) magyar írónő.

## Családja és származása
Nemesi családba született, amelynek a nemességét az őse, Komárom vármegyei Szentmihályi György 1732. június 27-én szerezte meg III. Károly magyar királytól. Apja idősebb nemes Szentmihályi István (1797–1862) császári és királyi postatiszt, anyja Baán Julianna (1800–1890). Fivére ifjabb révfalusi Szentmihályi István (1828–1891) kúriai bíró, hites ügyvéd, aki 1884. július 9-én adományban szerezte meg a révfalusi nemesi előnevet Ferenc József magyar királytól. Unokaöccse, Szentmihályi István fia, révfalusi Szentmihályi Dezső (1863–1935) felsőházi póttag, a Zalavármegyei Gazdasági Egyesület alelnöke, a Zala vármegyei Függetlenségi és Negyvennyolcas Párt alelnöke, nagybirtokos.

## Élete
Szentmihályi Klementina Bécsben, Kassán és Pesten nevelkedett. Az utóbbi helyen különösen a magasabb társadalmi körökkel való érintkezése hatott kiművelődésére. Miután 1854-ben férjhez ment Kollár János zalamegyei kiváló gazdához Pacsára költözött le Pestről. Házassága gyermektelen maradván, egyedüli örömét a jótékonyság gyakorlásán kívül, a művészet pártolásában, műtárgyak gyűjtésében és gyakori utazásokban kereste s találta fel.
Ezen utazásairól naplót írt, melyet: Napló-jegyzetek. Zalaegerszeg, 1894. c. jó barátai és tisztelői unszolására 4-rétű három kötetben kézirat gyanánt kiadott, melyhez rokona Makay Dezső írt előszót. (Ezen utazási naplójegyzetek eleje 1869. augusztus 30-án kelt és 1891-ig terjednek némi megszakítással; ezekben leírja úti tapasztalatait Olaszországban, Konstantinápolyban, Svájcban, Párizsban, különböző külföldi és hazai fürdőhelyeken; befejezésül azonban Macsán című cikkben családi és társasági körülményeit írja le; a mű férjének 1896. október 15., életének 81. és házassága 42. évében történt halálával végződik. Egy példánya megvan a m. n. múzeum könyvtárában.)

## Munkája
- Naplójegyzetek (1869–1891). Zalaegerszeg, 1894. Három kötet. (Utazásai férjével, kiindulva Kehidáról. Kézirat gyanánt).

## Házassága
Pesten, a római katolikus belvárosi plébánián 1854. április 24-én, feleségül vette a polgári származású Kollár János (Fertőrákos, 1816. december 30.–Pacsa, 1896. október 15.), fertőrákosi uradalmi gazdatiszt, pacsai földbirtokos. Kollár Jánosnak a szülei idősebb Kollár János (1783–†?), a Győri püspökség fertőrákosi uradalmi tiszttartója, és Pachl Klára (1787–1852) voltak. Az anyai nagyszülei Pachl Bertalan (1765–1831), naszályi molnármester és Róth Klára (1749–1814) voltak.
Az anyjának idősebb Kollár Jánosné Pachl Klárának a féltestvére Angyalffy Mátyás András (1776–1839) a keszthelyi Georgikon tanára volt; kollár Jánosné Pachl Klára leánytestvére Pachl Terézia (1791-1865), akinek a férje Lakner Mátyás (1784–1860), az ószőnyi uradalmi tiszttartója gróf Zichy Jánosnak (1777–1830). Ifjabb Kollár János leánytestvére, és egyben Szentmihályi Klementina sógornője, Forster György földbirtok bérlőné Kollár Klára (1819–1880) asszony, akinek a fia gyulakeszi Forster Elek (1859–1932) országgyűlési képviselő, gazdasági főtanácsos, földbirtokos, törvényhatósági bizottsági tag. Ifjabb Kollár János és Szentmihályi Klementina házassága gyermektelen volt.